# Marlik (régészeti lelőhely)
Marlik (más néven Tappe Marlik, Marlik Tepe vagy Cheragh-Ali Tepe) egy régészeti lelőhely neve Észak-Iránban. A Gohar Rud völgyében, a Sefid Rud mellékfolyója mentén található Gilán tartományban.

## Története

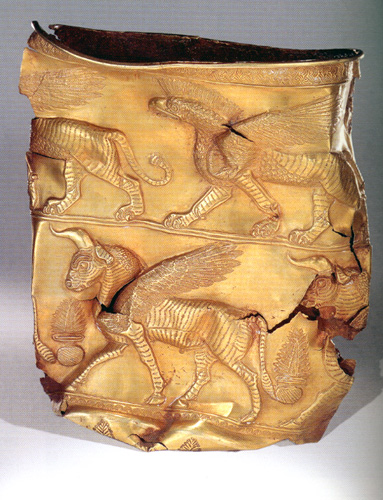

Az Észak-Iránban 1961 és 1962 között végzett ásatások során egy közel 3000 évig érintetlen királyi temetőt fedeztek fel. Az 1961 novemberétől 1962 októberéig tartó feltérképezés néhány hónapja alatt több ezer tárgyat térképeztek fel és gyűjtöttek be, amelyek százai aranyból voltak. A helyszínen felfedezett arany, ezüst és drágakő puszta értéke több millió dollárt tett ki, művészi bonyolultsága és szépsége, ritkasága és történelmi jelentőségük pedig számottevően megfizethetetlen.
A temetőt egy iráni régészeti szolgálat felmérő csapata fedezte fel, a területen végzendő későbbi ásatások valószínű helyszíneinek feltérképezése során. A Gohar Rud (kristály folyó) völgyében, az észak-iráni Mazandarán tartományban lévő Sepid Rud mellékfolyója melletti Marlik (a hely egy korábbi tulajdonosa után Cheragh-Ali Tepe néven volt ismert) a terület egy nagy sziklás hegység, olajfaligetekkel és vad gránátalma bokrokkal körülvett terület volt, amely az Alborz-hegység nedves és termékeny északi lejtőire jellemző rizsföldekre nézett.
A felmérőcsapat megérkezésekor a domboldalon az antik csempészek által ásott árkok sokasága mutattak a műtárgyak sikertelen keresésére. A csempészektől eltérően a felmérő csapatok számos érdekes tárgyat gyűjtöttek be, köztük több aranygombot is az első próbapadban. A hely további kirablását megelőzendő a régészek rövid időn belül megszerezték az ásatási munkálatokhoz szükséges engedélyeket.
Az itt talált leletek királyi sírkamrát, csontvázmaradványokat és többek között egy csodálatos aranycsészét, arany- és bronztárgyakat, valamint több száz egyéb tárgyakat foglalnak magukba. Azok kiléte azonban, akik eltemették halottaikat Marlikban, továbbra is történelmi rejtély, mivel úgy tűnik, nem hagytak maguk után semmilyen írásos feljegyzést.
Egyesek úgy vélik, hogy a Marlik név a Marsa-lik (Marda vagy Amarda megfelelője, a helyi falusiak a halmot "Marda-lik" néven ismerik), a görög Sztrabón is leírta Mardát, mint az ősi Perzsiában fekvő helyet.
A Marlikban talált fémmunkák és a Kásán közelében lévő Szialkban található leletek között néhány jelentős hasonlóság fedezhető fel, és mivel a Szialk-i leletek kissé később keletkeztek, ez arra a feltételezésre ad okot, hogy Marlik eredeti lakossága hamarosan elhagyta a völgyet, ez magyarázatot adhat arra, hogy a temető miért volt elfelejtve és miért nem rabolták ki a későbbi időkben.
Az ásatás során 53 sírt tártak fel, amelyek közül kettőhöz lovak is tartoztak. Az eltemetetteket ékszerek és értéktárgyak övezték, valamint mindennapi életükhöz tartozó különböző figuráik, amelyek életük, tevékenységeik és istenségeik képviseletére szolgáltak. A Marlik nép írásával kapcsolatos leletek nem kerültek ugyan elő, de technikai készsége különösen a fémmegmunkálás terén kivételes.
A Marlikban megtalált tárgyak sok szokatlan tételt is tartalmaznak, amelyek segítettek a késő bronzkori kultúrákon dolgozó fémkronológia időszerű gondolatainak feldolgozásában.

## Galéria

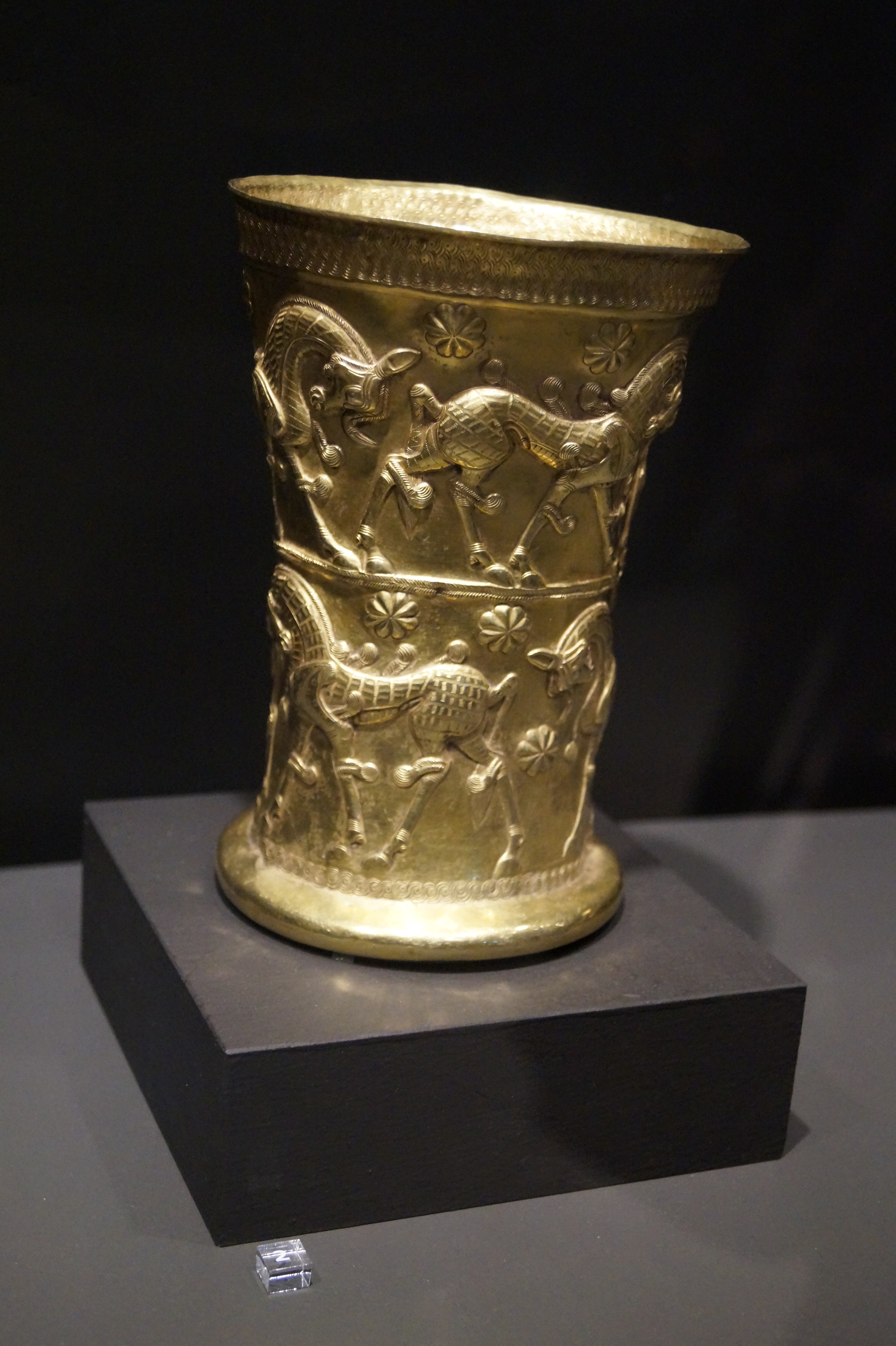
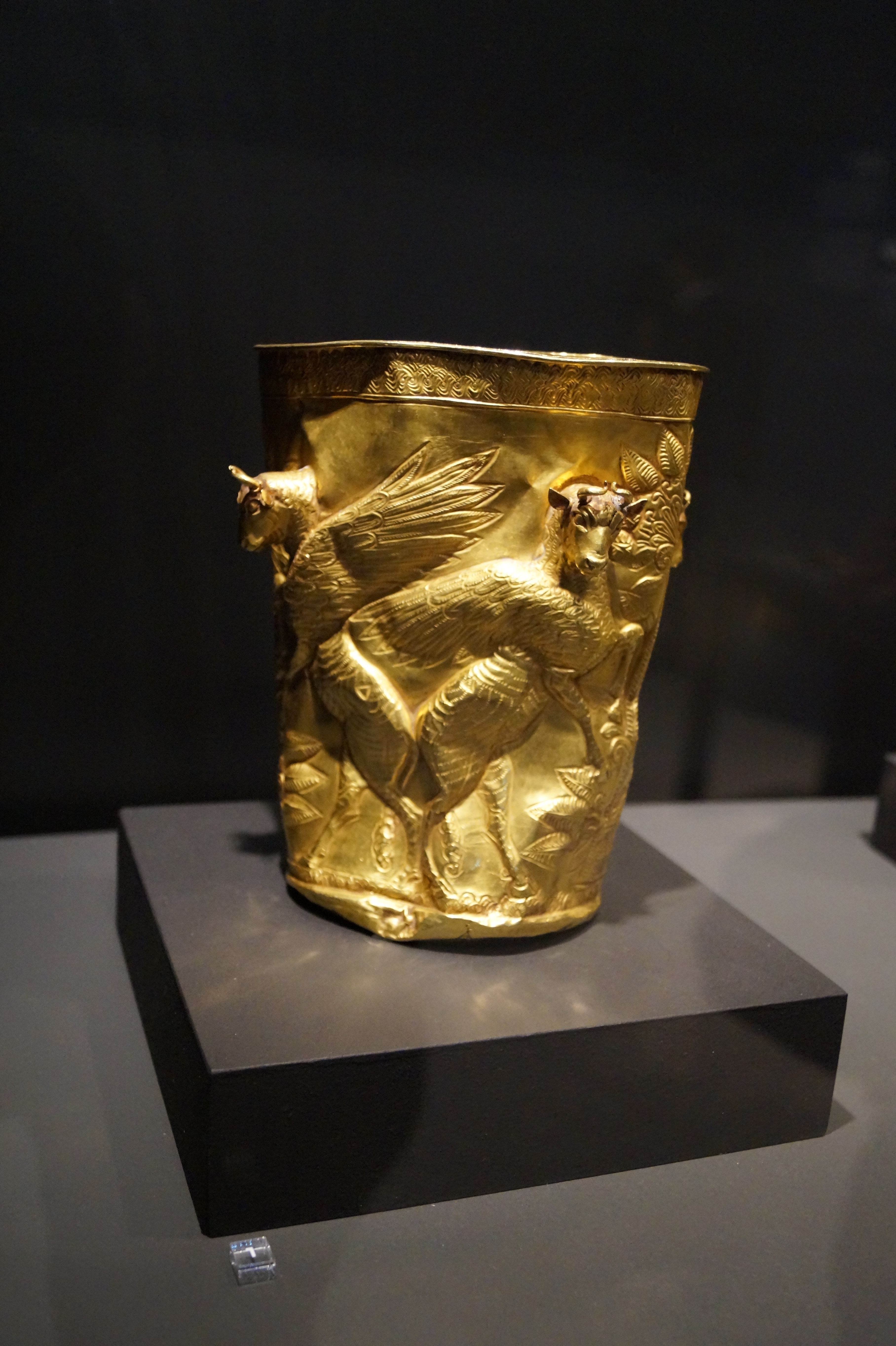
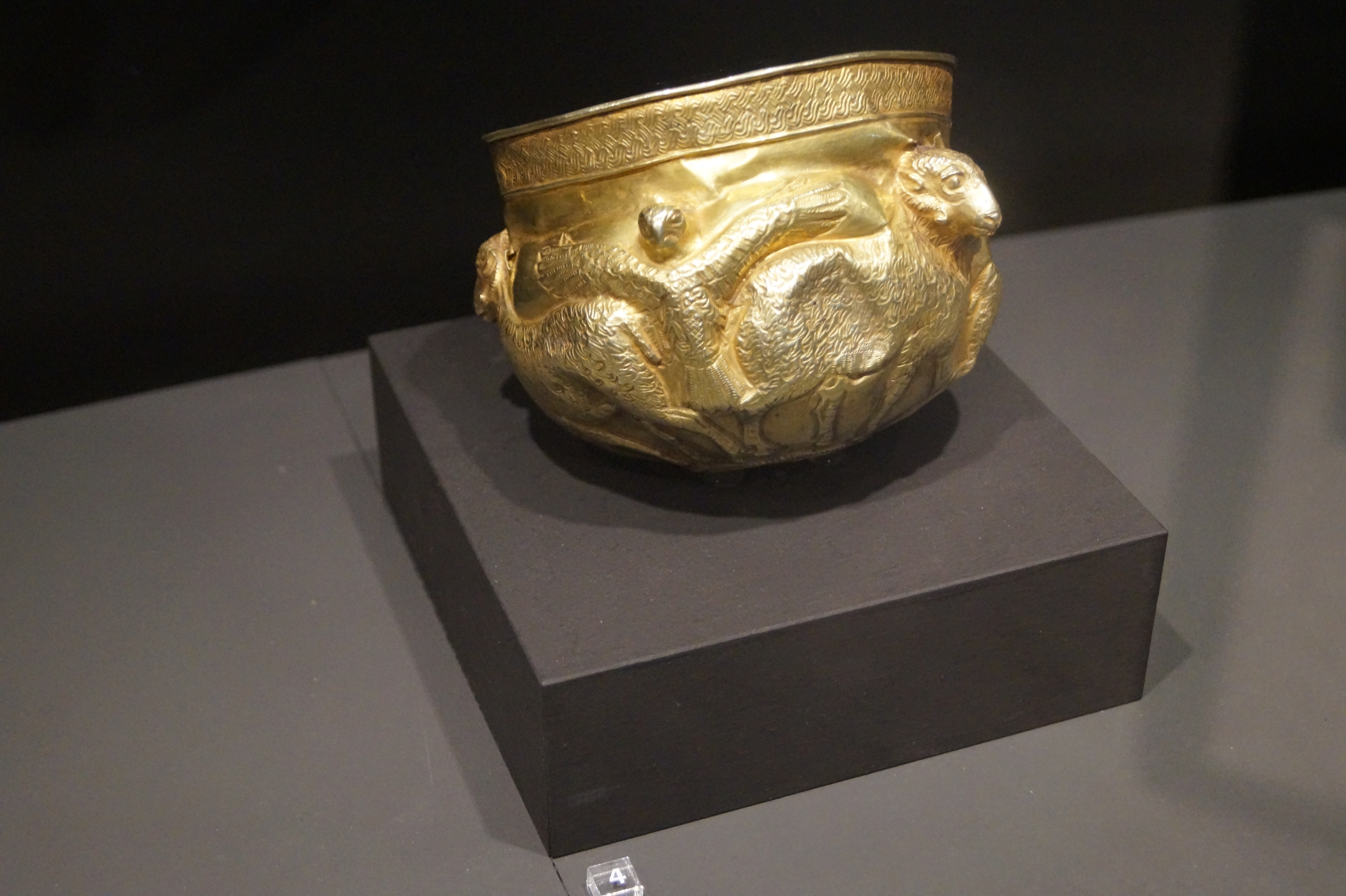
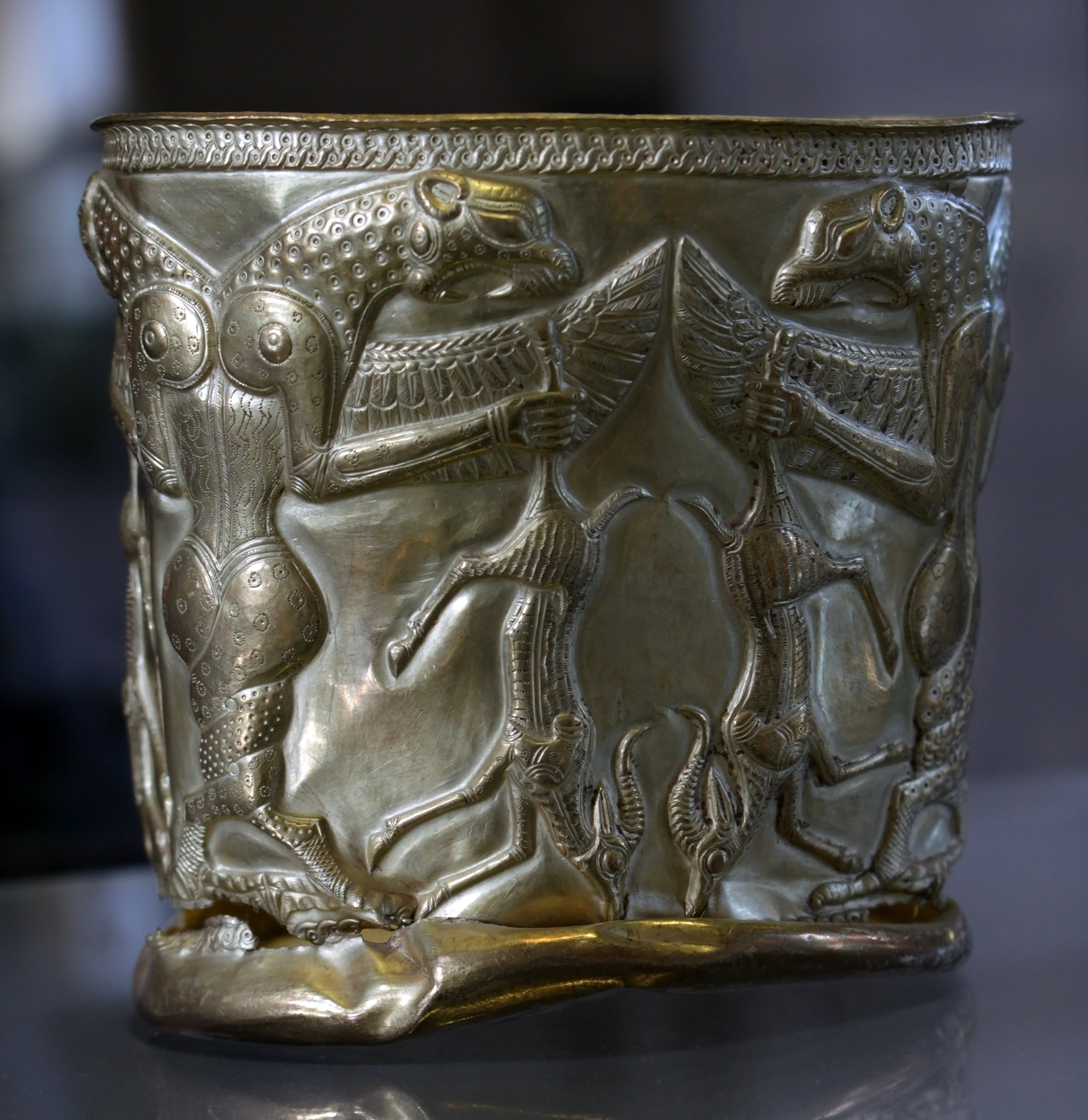
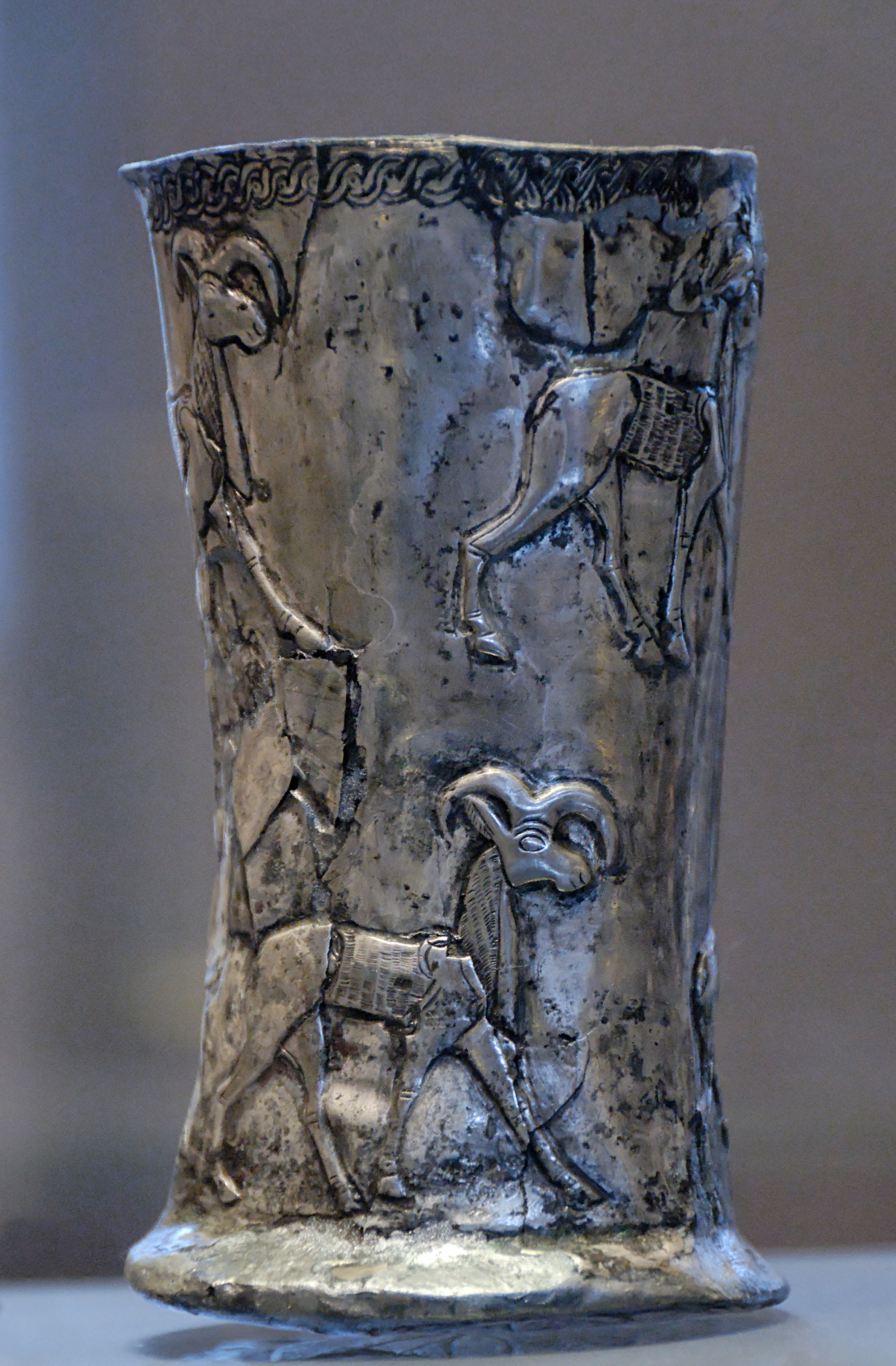
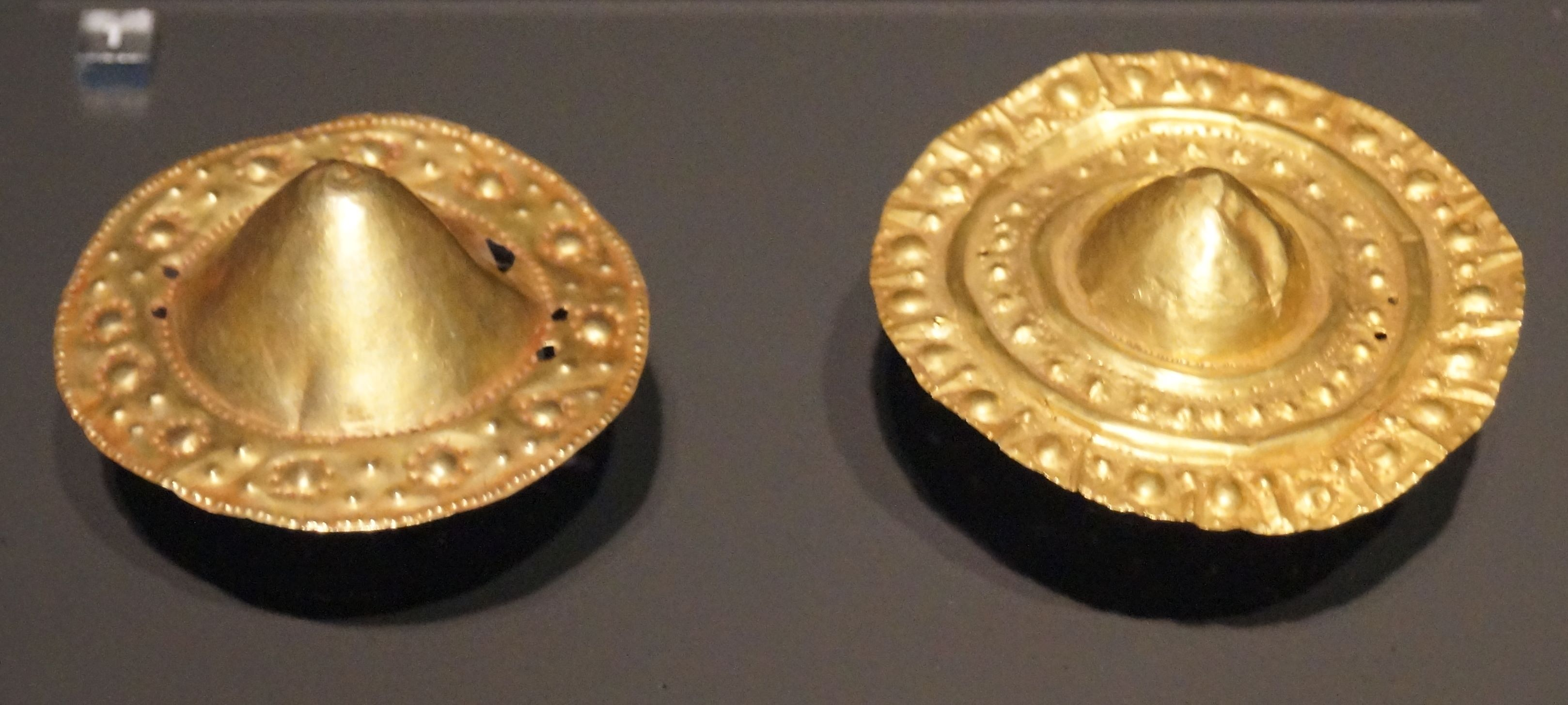
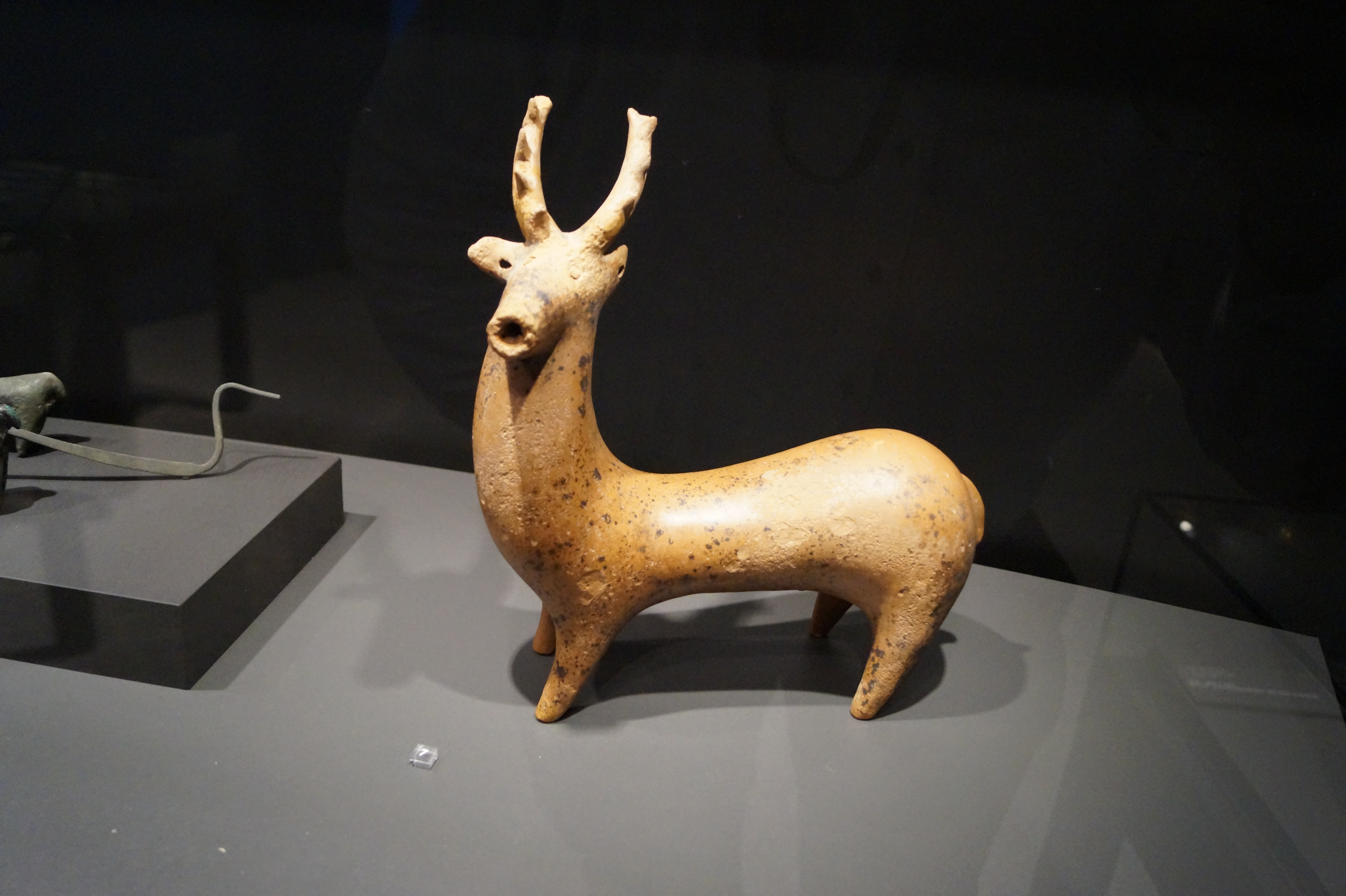
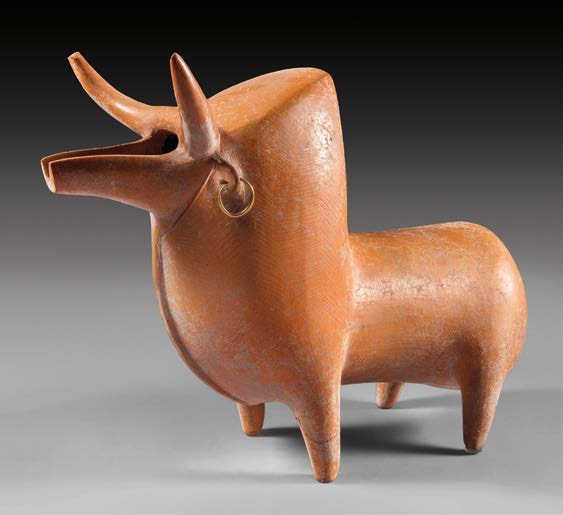
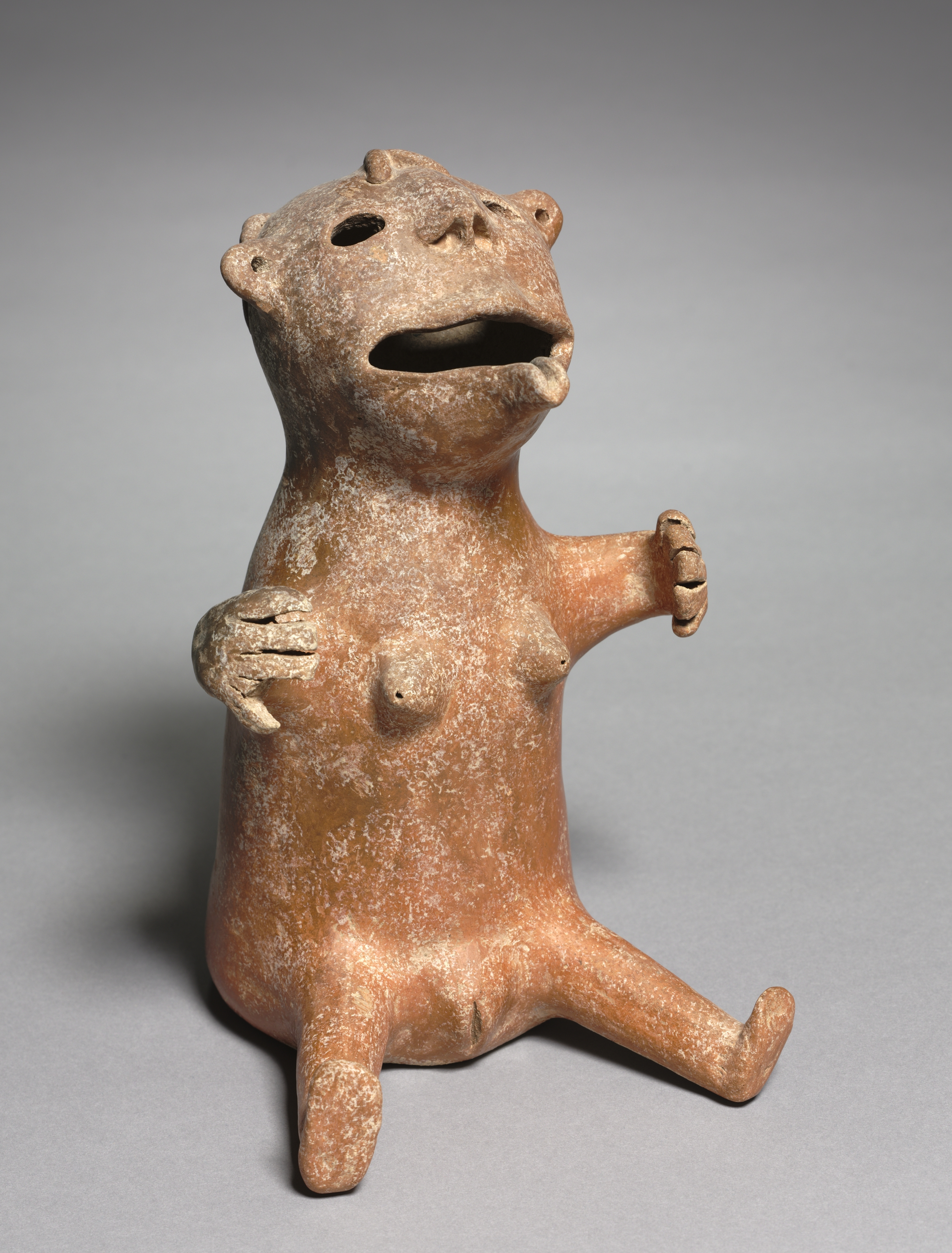
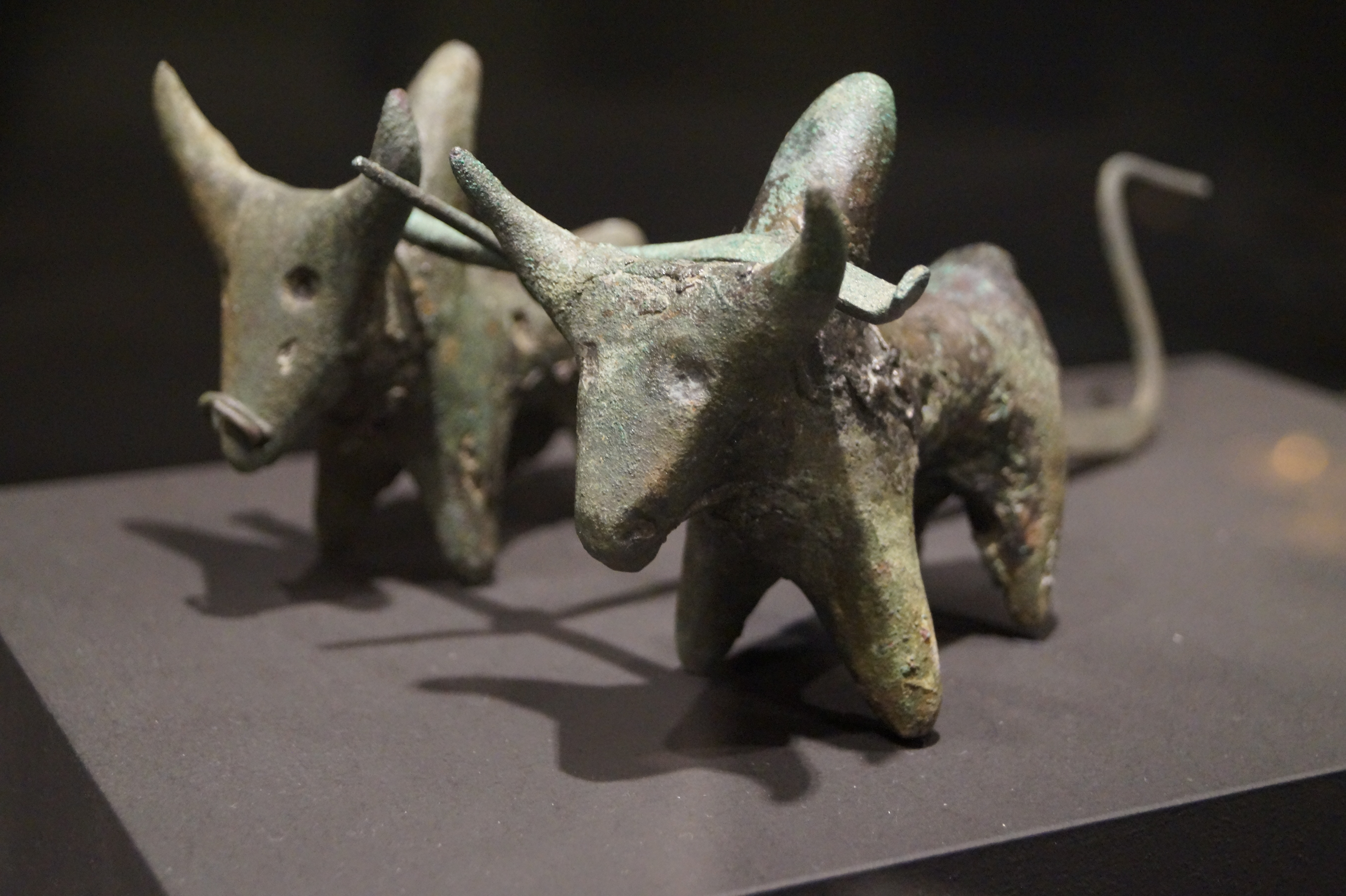
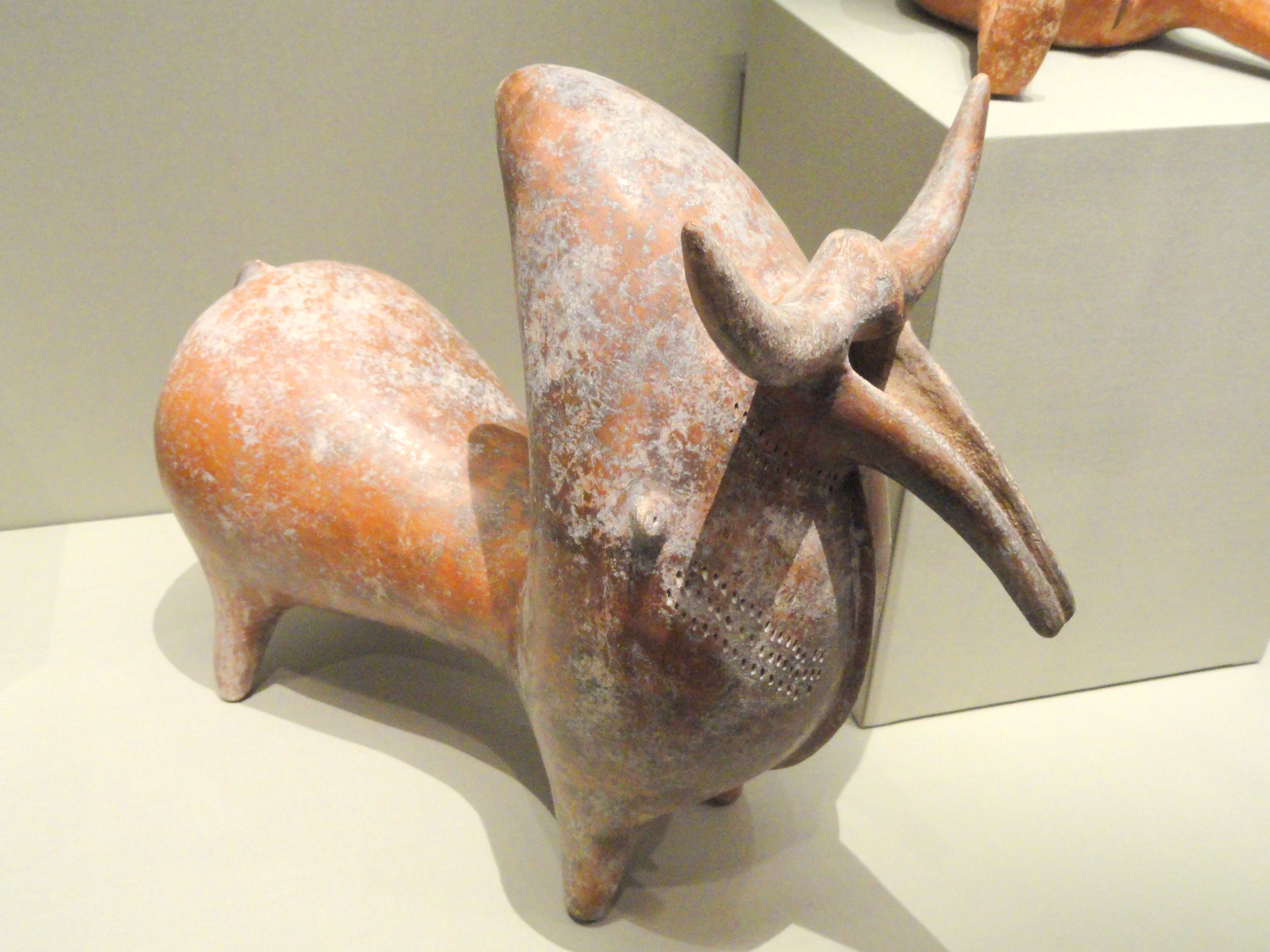
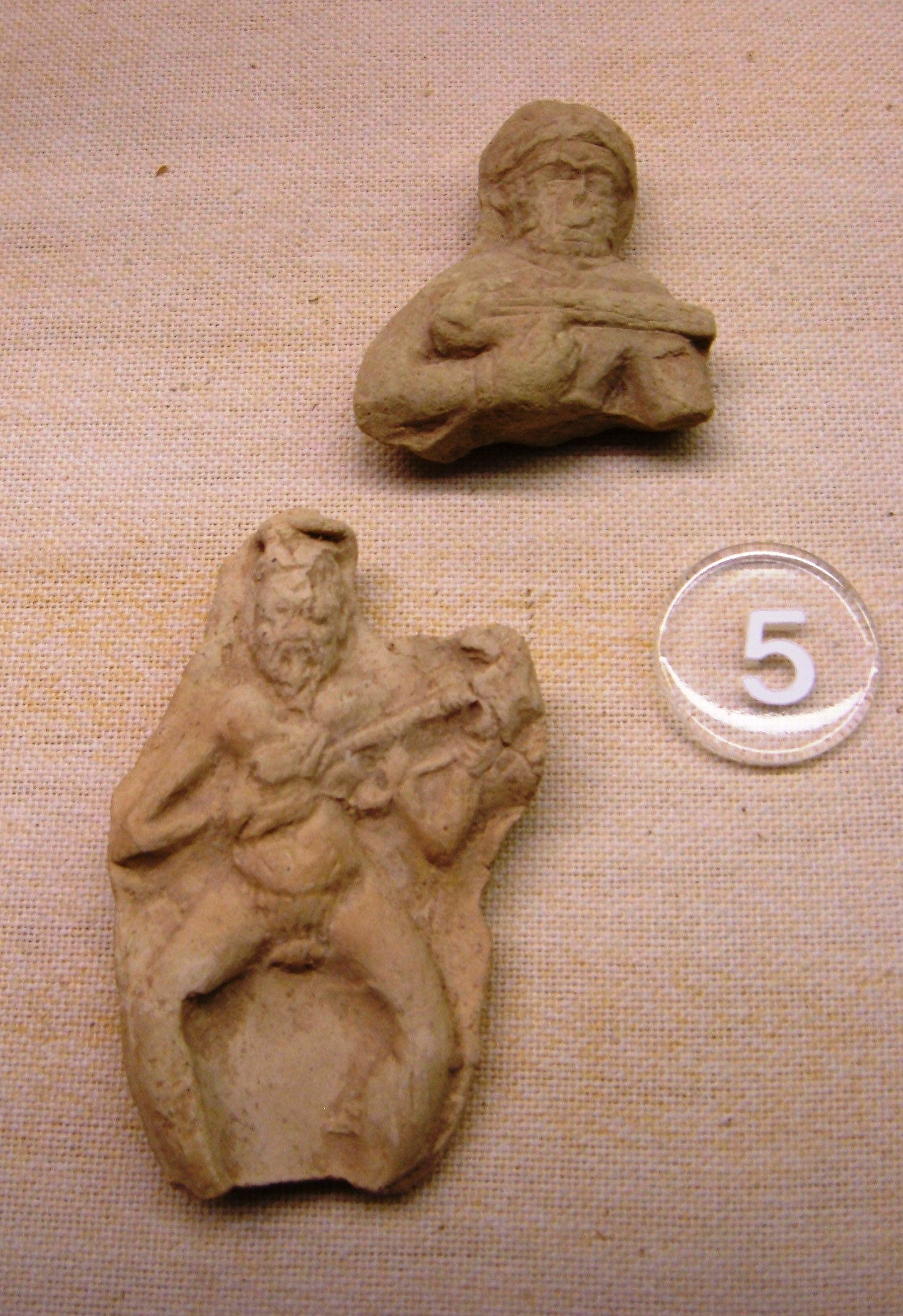
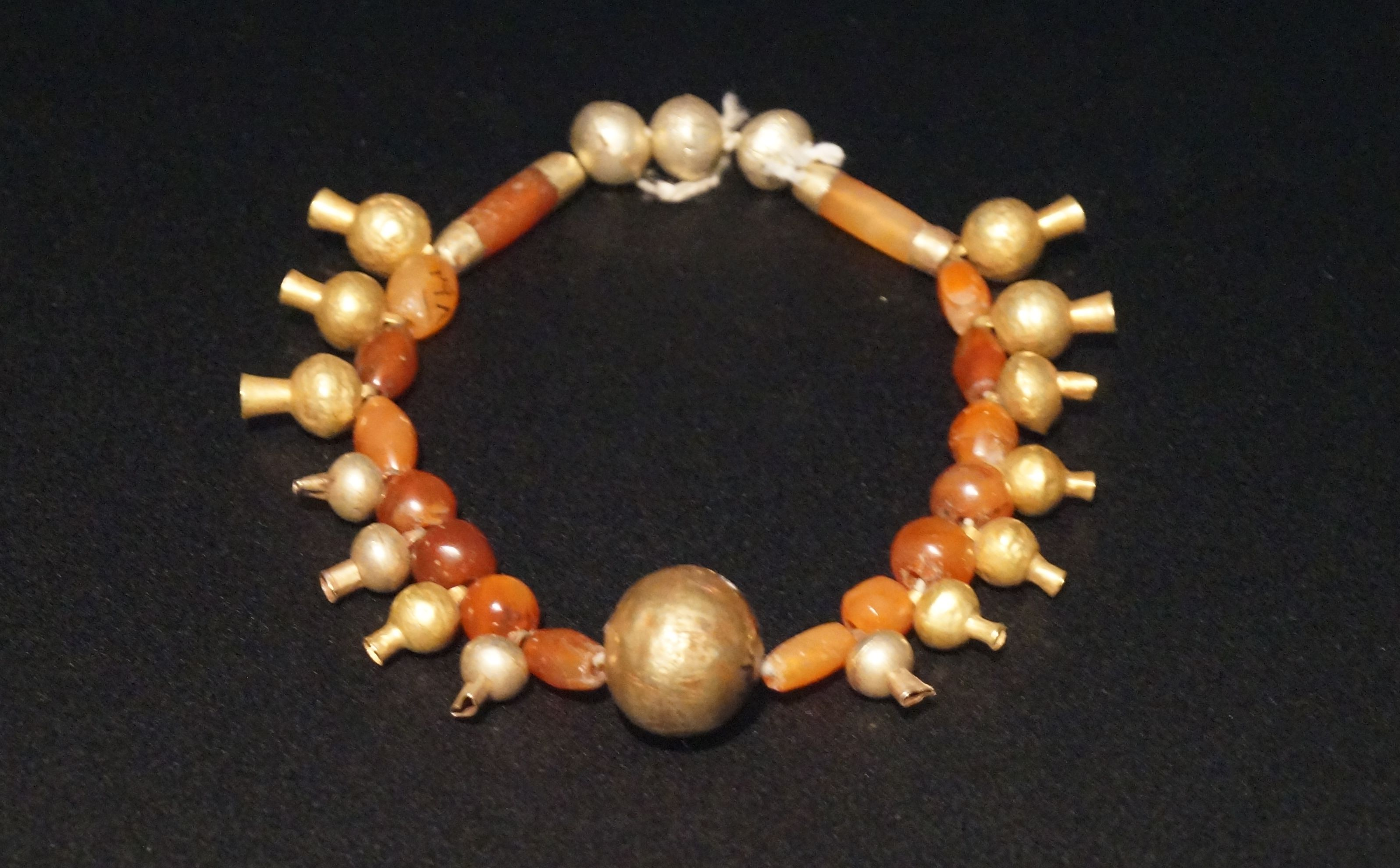